# Cousances-lès-Triconville
Cousances-lès-Triconville – miejscowość i gmina we Francji, w regionie Grand Est, w departamencie Moza.
Według danych na rok 1990 gminę zamieszkiwało 135 osób, a gęstość zaludnienia wynosiła 7 osób/km² (wśród 2335 gmin Lotaryngii Cousances-lès-Triconville plasuje się na 910. miejscu pod względem liczby ludności, natomiast pod względem powierzchni na miejscu 191.).